# 道場六三郎
道場 六三郎（みちば ろくさぶろう、1931年〈昭和6年〉1月3日 - ）は、日本料理の料理人。勲等は旭日小綬章。
赤坂常盤家チーフ、銀座ろくさん亭店主、懐食みちば店主などを歴任した。

## 概要
石川県江沼郡山中町（現在の加賀市山中温泉地区）出身の日本料理の料理人である。「赤坂常盤家」のチーフなどを経て「銀座ろくさん亭」の主人となる。その後、銀座に「懐食みちば」も新たに出店した。身長168cm。

## 来歴

### 生い立ち
1931年1月3日、三男三女の末っ子として誕生。「六人兄弟の三男」という意味で「六三郎」と名付けられた。実家は老舗の山中漆器を扱う店であり、地元が歴史のある有名な温泉街だったこともあって、幼少時から料理に親しむ環境で育った。

### 料理人として

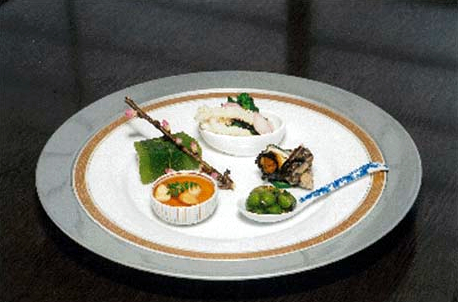
卓越した技能者表彰を授与された際に公表された道場の料理の写真

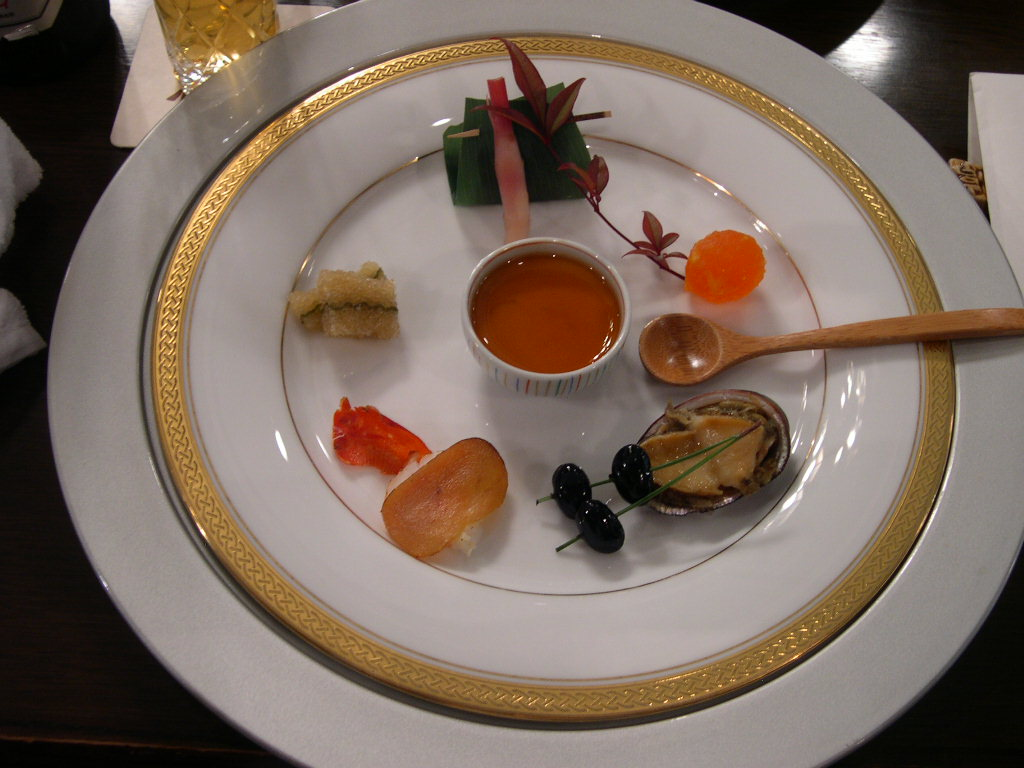
銀座ろくさん亭の料理

山中尋常高等小学校（現・加賀市立山中小学校）を卒業した後、17歳の時に知り合いの魚屋の手伝いに入り、初めて包丁を握る。19歳で上京し、銀座「くろかべ」で料理人としての第一歩を踏み出す。その後、神戸「六甲花壇」、金沢「白雲楼」と修行を重ね、28歳で「赤坂常盤家」のチーフとなる。1971年に独立し、高級惣菜店を開くも失敗に終わる。その後、「新とんぼ」などを経て、銀座「ろくさん亭」を開店。
1993年より、フジテレビ系列の人気番組『料理の鉄人』に初代「和の鉄人」としてレギュラー出演。27勝3敗1引き分けの好成績を収め、料理人ブームの先駆けとなった。しかし1995年、「高齢のために体力が衰えて鯛の頭を割れなくなった」のを理由に引退を決意、翌1996年1月、番組を自ら降板した。引退後もたびたびキッチンスタジアムに登場しており、2012年12月31日時点での通算成績は40戦34勝5敗1引き分け。
日ごろから「食材に国境なし」と明言しており、和食料理人でありながらキャビアやフォアグラなどの西洋料理食材、皮蛋などの中華料理食材なども積極的に取り入れるなど、型にとらわれない自由な発想の料理を特徴とする。『料理の鉄人』では「日本料理界の異端児」とも称されたが、実際に伝統的料理界から異端扱いされていたこともあるという。
2005年には卓越技能者（いわゆる「現代の名工」）として厚生労働省から表彰されるなど、料理人としての確固たる地位を築いている。その後も、毎月の献立は自ら厨房に立って創作している。2006年には宮内庁より園遊会に招かれ、天皇（当時。現上皇）から言葉をかけられている。2007年4月29日に旭日小綬章を受章。
2011年に80歳を迎え、旬の食材と向き合いながらこれまでに築いてきた道場スタイルの和食をさらに模索する料理「道場旬皿」の創作を始めた。和食の伝統を踏まえながら、食材の本当の味と向き合う独創的な料理に取り組む中で、和食の伝統と新しい料理に挑戦する姿勢を次の世代に伝えたいと意欲を燃やしている。
東京銀座8丁目「銀座 ろくさん亭」と6丁目「懐食みちば」の主人（オーナー）をしていたが、コロナ禍もあって銀座8丁目の店は閉め、6丁目の「懐食みちば」を新たに「銀座ろくさん亭」として経営している。その他、様々なイベントなどにも積極的に参加し、道場ブランド、道場プロデュースの企画商品なども多数発売されている。

## 人物

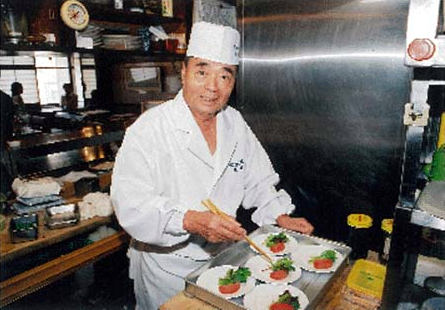
卓越した技能者表彰を授与された際に公表された調理時の写真

著書に『六三郎だんくら人生 わが半生の包丁奮戦記』があるが、「だんくら」とは道場の出身地において主に若者のいたずら、乱暴、言うことを聞かないなどの特徴を指し示す方言であり、自身の考え方・生き方を表している。グルメ漫画『美味しんぼ』にも岸朝子に紹介されるという形で登場（第46巻）。作中でスッポン料理を披露した。
趣味はゴルフと小唄。2004年に東京文化会館で開催された、幼馴染の合唱指揮者辻正行の追悼コンサートにて郷里の民謡・山中節を歌っており、このコンサートを収録したCDにもその模様が収められている。
魚を見ただけでその重さを言い当てる特技を持つ。

## 賞歴
- 2005年 - 卓越した技能者表彰[5]。

## 栄典
- 2007年 - 旭日小綬章。

## 出演

### テレビ番組
- 料理の鉄人（1993年 - 1996年、フジテレビ） - 和の鉄人（初代）
- 金曜時代劇 スキッと一心太助（1999年 - 2000年、NHK） - 孫六 役
- ぐるぐるナインティナイン「グルメチキンレース・ゴチになります!」（2008年、日本テレビ）
- 笑顔がごちそう ウチゴハン（2009年、テレビ朝日）
- にじいろジーン（2009年、関西テレビ）
- 裸の少年（テレビ朝日） - 食の七賢人として出演。
- いい旅・夢気分（2009年、テレビ東京）
- SmaSTATION!! （2010年、テレビ朝日）
- ソロモン流（2010年 - 2011年、テレビ東京）
- 道場六三郎・80歳の挑戦（2011年、NHK）
- はなまるマーケット（2011年、TBS）
- 嵐にしやがれ（2012年、日本テレビ）
- アイアンシェフ（2012年、フジテレビ） - アイアンシェフ審議委員。放送第1回では推薦人としてVTR出演。
- 人生が変わる1分間の深イイ話（2019年、日本テレビ）

### 映画
- 鬼平犯科帳 劇場版（1995年） - 天ぷら屋の親父 役
- 釣りバカ日誌17 あとは能登なれハマとなれ! （2006年） - 釣り人 役

### CM
- ローレル 鉄人達の休日編（日産自動車）
- 福正宗「黒」（1994年、福光屋）[6][7]
- オーマイ 厳選素材シリーズ（1995年 - 、日本製粉）[8]
- 味わいカレー（1995年、大塚食品工業）[8]
- ほんだし 煮物上手（1996年、味の素）[8]
- 雪国まいたけキャンペーン（1996年、雪国まいたけ）[8]
- 青森ほたて（1997年、青森県ほたて流通振興協会）[8]
- 鮮魚市場 金印生わさび（1997年、ワナー物産 → 金印）[8]
- 秋のSwitch！キャンペーン「鉄人がやってきた」編（2006年、東京電力）[9]
- お米のマルエー（2001年 - 2011年、マルエー食糧）

## 著書

### 単著
- 『ろくさん亭道場六三郎おかず指南』中央公論社、1992年、ASIN B00B3J2DYI
  - 『おかず指南』中公文庫、2017年4月、ISBN 4-12-206399-X
- 『鉄人のおかず指南』中公文庫ビジュアル版、1994年10月、ISBN 4-12-202167-7
- 『鉄人”道場六三郎の味の極意を教えよう 家庭でつくれる旬のごちそうレシピ付き』主婦と生活社、1994年11月、ISBN 4-391-11709-6
- 『鉄人の機転のおかず』中公文庫ビジュアル版、1994年12月、ISBN 4-12-202210-X
- 『六三郎だんくら人生 わが半生の包丁奮戦記』ソニー・マガジンズ、1995年7月、ISBN 4-7897-0984-1
- 『鉄人 道場六三郎の家庭料理』廣済堂出版、1995年9月、ISBN 4-331-50470-0
- 『道場六三郎の教えます小粋な和風おかず NHKきょうの料理シリーズ』NHK出版、1996年7月、ISBN 9784141875192
- 『男ろくさんの本音』北國新聞社、1996年11月、ISBN 4-8330-0955-2
- 『伸びる男とダメな男はすぐわかる』新講社、1997年10月、ISBN 4-915872-20-3
- 『「一本立ちできる男」はここが違う』新講社、2003年11月、ISBN 4-86081-026-0
- 『伸びる男とダメな男はすぐわかる』新講社、2009年9月、ISBN 978-4-86081-289-8
- 『91歳。一歩一歩、また一歩。必ず頂上に辿り着く』KADOKAWA、2022年2月、ISBN 4-046056479
- 『91歳のユーチューバー 後世に伝えたい!家庭料理と人生のコツ』主婦と生活社、2022年5月、ISBN 978-4-391-15713-0

### 共著
- 『酒肴 日本料理』上野修三共著、柴田書店、1984年4月、ISBN 978-4388057283
- 『老いのレッスン2 これが私の生きる道』曽野綾子、神沢利子他共著、佼成出版社、2010年10月、ISBN 978-4-333-02470-4

### 写真集
- 『道場六三郎写真集』魚返一真撮影、近畿日本ツーリスト、1996年1月、ISBN 4-87638-362-6

## ゲームソフト
- 料理の鉄人 KITCHEN STADIUM TOUR （1996年2月23日発売、博報堂マルチメディアエンターテイメンツ） - セガサターン用ソフト。ゲームソフトの形態を取っているが、内容は番組のデータベースである。